# Île-de-Bréhat
Île-de-Bréhat (en bretón Enez Vriad) es una comuna francesa situada en el departamento de Côtes-d'Armor, de la región de Bretaña.
La comuna está formada por el archipiélago de Bréhat (excepto la isla de Maudez) cercano a la costa bretona y perteneciente al grupo de las Îles du Ponant.

## Demografía
| 700 | 653 | 553 | 511 | 461 | 421 | 438 | 400 | 356 |
| Para los censos de 1962 a 1999 la población legal corresponde a la población sin duplicidades (Fuente: INSEE [Consultar]) |     |     |     |     |     |     |     |     |